# Raid d'Andrews

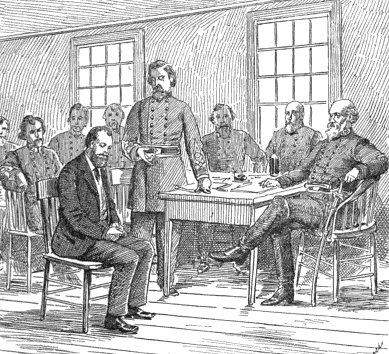
Gravure illustrant le procès d'un des protagonistes du Raid d'Andrews.

Le raid d'Andrews (en anglais également nommé Great Locomotive Chase) est une action militaire qui s'est déroulée le 12 avril 1862 dans l'État américain de la Géorgie durant la guerre de Sécession. Des volontaires de l'Armée de l'Union dérobèrent un train confédéré pour perturber la voie de chemin de fer Western & Atlantic Railroad (W&A), qui reliait la ville d'Atlanta à la ville de Chattanooga. Elle a pris le nom de James J. Andrews, un agent de renseignement, qui commanda le raid. Poursuivis par d'autres trains, les membres de l'opération furent finalement capturés. Considérés comme des espions, certains d'entre eux (dont leur chef) furent exécutés. Plusieurs des participants furent les premiers à recevoir la Medal of Honor. 

## Bénéficiaires de la Medal of Honor
La Medal of Honor avait été créée en 1861. Six des compagnons d'Andrews furent les tout premiers à en être décorés. La médaille étant faite pour les militaires, Andrews ne la reçut jamais, même de façon posthume. Au total, dix-neuf soldats ayant participé à l'opération reçurent la décoration.
Médaille reçue le 25 mars 1863
- Jacob Parrott (1843-1908)
- William Bensinger (1840-1918)
- Robert Buffum (1828-1871)
- Elihu H. Mason (1831-1896)
- William Pittenger (1840-1904)
- William Harrison Reddick (1840-1903)

Médaille reçue le 17 septembre 1863
- Daniel Allen Dorsey (1838-1918)
- Marion A. Ross (1832-1862) (posthume car pendu en tant qu'espion par les confédérés)
- Mark Wood (1839-1866)
- John Reed Porter (1838-1923)
- Wilson W. Brown (1837-1916)
- William Knight (Raid d'Andrews) (1837-1916)
- John Alfred Wilson (1832-1904)
- Samuel Robertson (1843-1862) (posthume car pendu en tant qu'espion par les confédérés)
- Martin Jones Hawkins (1830-1886)

Médaille reçue le 6 juillet 1864
- James Ovid Smith (1844-1868)

Médaille reçue le 20 juillet 1864
- John Wollam (1840-1890)

Médaille reçue le 4 août 1866
- John Morehead Scott (1839-1862) (posthume car pendu en tant qu'espion par les confédérés)

Médaille reçue le 28 juillet 1883
- Samuel Slavens (1831-1862) (posthume)

## Dans la culture
- Le raid fut transposé au cinéma avec le film de comédie muet de Buster Keaton Le Mécano de la « General » (1927) et le film de Walt Disney (1956), L'Infernale Poursuite avec Fess "Davy Crockett" Parker jouant le rôle d'Andrews.

- The Great Locomotive Chase est un morceau musical écrit par la compositeur Robert W. Smith.